# لیتل بیلابونگ، نیو ساوت ولز
لیتل بیلابونگ (به انگلیسی: Little Billabong) یک شهرک در استرالیا است که در نیو ساوت ولز واقع شده‌است.